# San Giovanni al Natisone
San Giovanni al Natisone (friuli nyelven San Zuan dal Nadison, régi friuli nevén San Zuan di Manzan) település Olaszországban, Friuli-Venezia Giulia régióban, Udine megyében. Lakosainak száma 6023 fő (2023. január 1.). San Giovanni al Natisone Chiopris-Viscone, Cormons, Corno di Rosazzo, Trivignano Udinese és Manzano községekkel határos.

## Népesség
A település népességének változása:
| Lakosok száma | 6180 | 6137 | 6023 |
|               | 2017 | 2018 | 2023 |